# Brasil em Rede
Brasil em Rede é um telejornal brasileiro apresentado pela Rede Minas. É apresentado à noite, às 19h45, por Raquel Capanema e Luciano Correia nos estúdios da Rede Minas de Belo Horizonte.

## História
O Brasil em Rede surgiu como proposta de um telejornal nacional feito em outra capital diferente dos outros canais no qual o telejornal 
é feito nos estúdios no Rio de Janeiro e em São Paulo. 
Ele substituiu no dia 11 de dezembro de 2017, a exibição do Repórter Brasil. O telejornal foi criado pela diretora de jornalismo Maria Amélia Ávila, com o noticiário noturno, a ideia é unificar e fortalecer a comunicação pública no Brasil. 
Além de contar com a parceria das emissoras TVT e também é transmitida pela TV Aldeia do Acre além das parcerias da TVC do Ceará, TV Antares do Piauí, CWBTV de Curitiba e TV Floripa de Florianópolis, que “contribuirão com conteúdos diferenciados e informações com credibilidade”, emissoras parceiras de todas as regiões do país
Quando foi ao ar, a edição noturna já apresentava um quadro de entrevistas ao vivo, mais longas que as dos telejornais habituais. 

## Apresentadores
- Luciano Correia
- Raquel Capanema